# 삼성 파브
삼성 파브(Samsung PAVV)는 삼성 전자의 텔레비전 브랜드다.
1998년 10월에 브랜드를 시작 도입되었다가 삼성전자가 스마트TV라는 브랜드를 런칭하고 2011년 2월에 삼성으로 브랜드가 통합되면서 파브 TV는 역사속으로 사라졌다.
후원으로는 2002년 K리그 메인 스폰서였으며, 2005년부터 2008년까지 한국 프로야구를 후원했다.
한때 대한민국 TV시장 점유율의 50%까지 가졌었다.